# Vessioli lar (kraï du Primorié)
Vessioli lar (en russe : Весёлый Яр), est un village du kraï du Primorié en Extrême-Orient russe. Il se trouve dans le raïon d'Olga, dans le sud-est du Primorié, et sa population s'élevait à 613 habitants au recensement de 2010.

## Géographie
La localité est située dans le kraï du Primorié, un sujet de l'Extrême-Orient de la Russie, en Mandchourie-Extérieure, autrefois chinoise (avant 1860), et se trouve dans le district fédéral Extrême-Oriental. Vessioli lar est l'une des dix-neuf localités du raïon d'Olga, un raïon du sud-est du kraï. Son centre administratif est la commune urbaine d'Olga.
Il se trouve au bord de la baie Saint-Vladimir, et à l'embouchure de la rivière Toumanovka.
Vessioli lar, comme tout le kraï du Primorié, est située dans le fuseau horaire MSK+7 (heure de Vladivostok). Le décalage horaire appliqué par rapport au temps universel coordonné est +10:00.
De 2004 à 2022, Vessioli lar faisait partie de l'établissement rural de Vessioli Iar,.

## Histoire
Le village a été fondé en 1907 par des militraires à la retraite.

## Démographie
Recensements (*) et estimations de la population,,,:
| 1915 | 1926* | 2002 * | 2010* |
| ---- | ----- | ------ | ----- |
| 98   | 171   | 707    | 613   |

En 2002, sur les 707 habitants, il y avait 91 % de Russes.

## Galerie

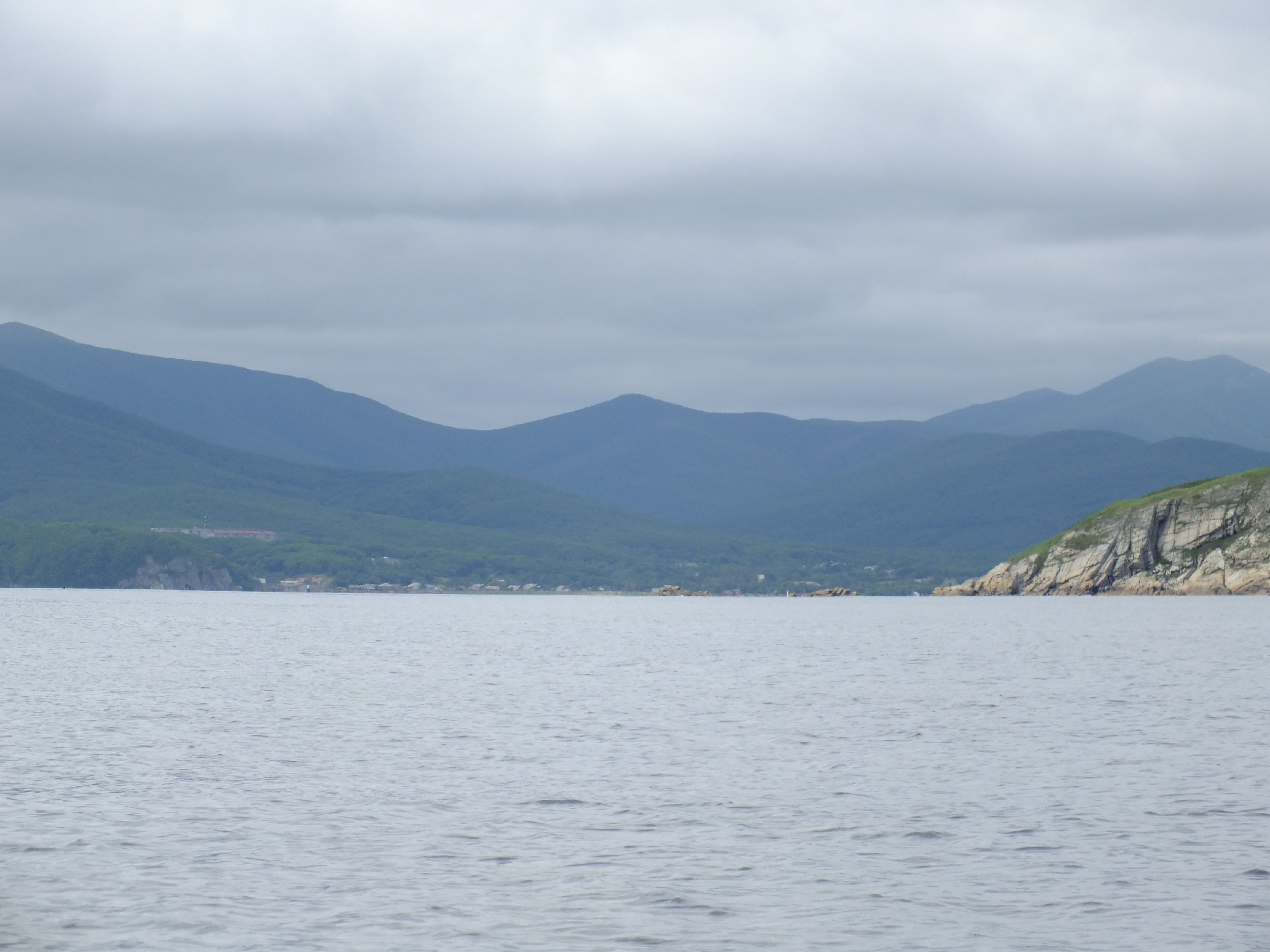
Vue de loin avec les montagnes du Sikhote-Aline.
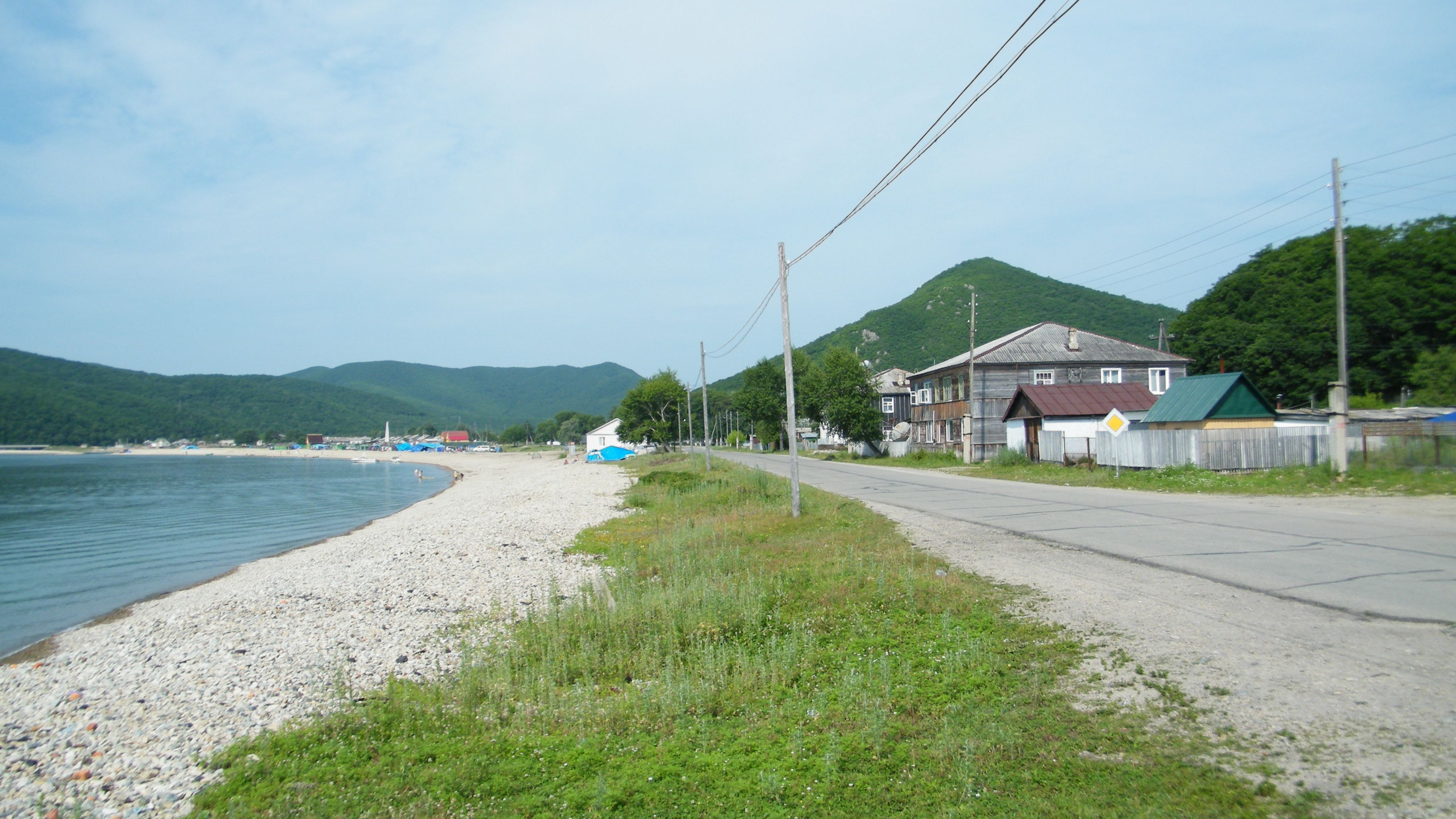
Plage.
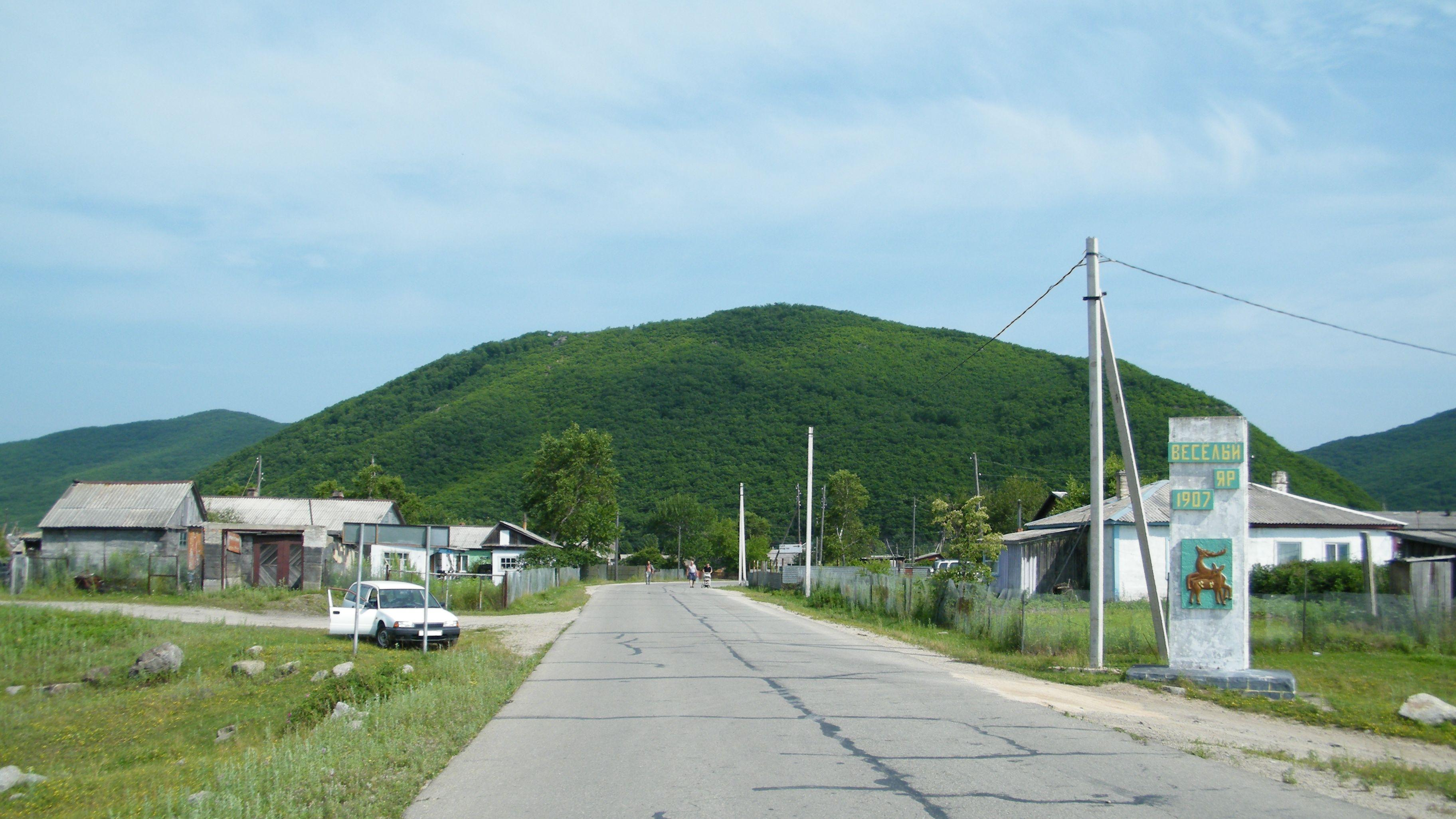
Une rue du village.